# Ковильний (Новосибірська область)
Ковильний (рос. Ковыльный) — селище у Чановському районі Новосибірської області Російської Федерації.
Входить до складу муніципального утворення Матвєєвська сільрада. Населення становить 113 осіб (2010).

## Історія
Згідно із законом від 2 червня 2004 року органом місцевого самоврядування є Матвєєвська сільрада.

## Населення
| 2002 | 2007 | 2010 |
| ---- | ---- | ---- |
| 120  | ↘112 | ↗113 |